# Unipol Domus
El Arena Cerdeña (italiano: Sardegna Arena), actualmente denominado Unipol Domus por motivos de patrocinio, es una instalación deportiva temporal ubicada en la ciudad italiana de Cagliari. Fue construido en 2017 y, con una capacidad para albergar 16 000 espectadores, es la casa del Cagliari Calcio de la Serie A, la primera división del fútbol de Italia.